# Hieracium furfurosum
Hieracium furfurosum es una especie de planta con flor del género Hieracium, de la familia Asteraceae, orden Asterales.

## Distribución
Hieracium furfurosum se distribuye por Islandia.

## Taxonomía
Fue descrita científicamente por (Dahlst.) Dahlst. ex Skottsb. & Vesterg.
Tratamiento taxonómico
La especie aparece registrada y publicada en Bih. Svensk. Vet.-Akad. Handl.